# Бенойская центральная мечеть
Бенойская центральная мечеть имени Арсангири расположена в населенном пункте Беной Ножай-Юртовского района Чеченской Республики. Главная пятничная мечеть горного Беноя.

## История
Бенойская главная мечеть находится в горной части Чеченской республики на высоте 945 метров над уровнем моря.
Джума-мечеть Беноя названа в честь Арсангири Кадырова — религиозный деятеля, прадеда Рамзана Кадырова в пятом колене.
Религиозный комплекс построен на возвышенности и благодаря такому местоположению его можно увидеть практически из любой точки в окрестностях Беноя. Архитектурный облик сочетает в себе среднеазиатский стиль и национальный чеченский орнамент. Главное здание мечети вместе с прилегающей территорией способно вместить до 1500 молящихся мусульман.
Арочный парадный вход на территорию мечети украшен надписью — Мечеть имени Арсангири. Центральный зал мечети накрыт большим куполом. Высота четырёх минаретов по 30 метров, на каждом минарете сооружен балкон для совершения азана. Наружные и внутренние стены главного здания отделаны белым мрамором который сочетается с позолоченными куполами. В центральном зале под куполом установлена большая люстра. Купола мечети венчают шпили с полумесяцами. По сторонам основного здания на не большом расстоянии стоят два сооружения с куполами для совершения омовения.
При мечети действует медресе для девочек, религиозная школа рассчитанная на 50 человек. В комплекс входят парковая зона, двухъярусная парковка рассчитанная на 100 автомобилей и помещения для омовения.

## Галерея

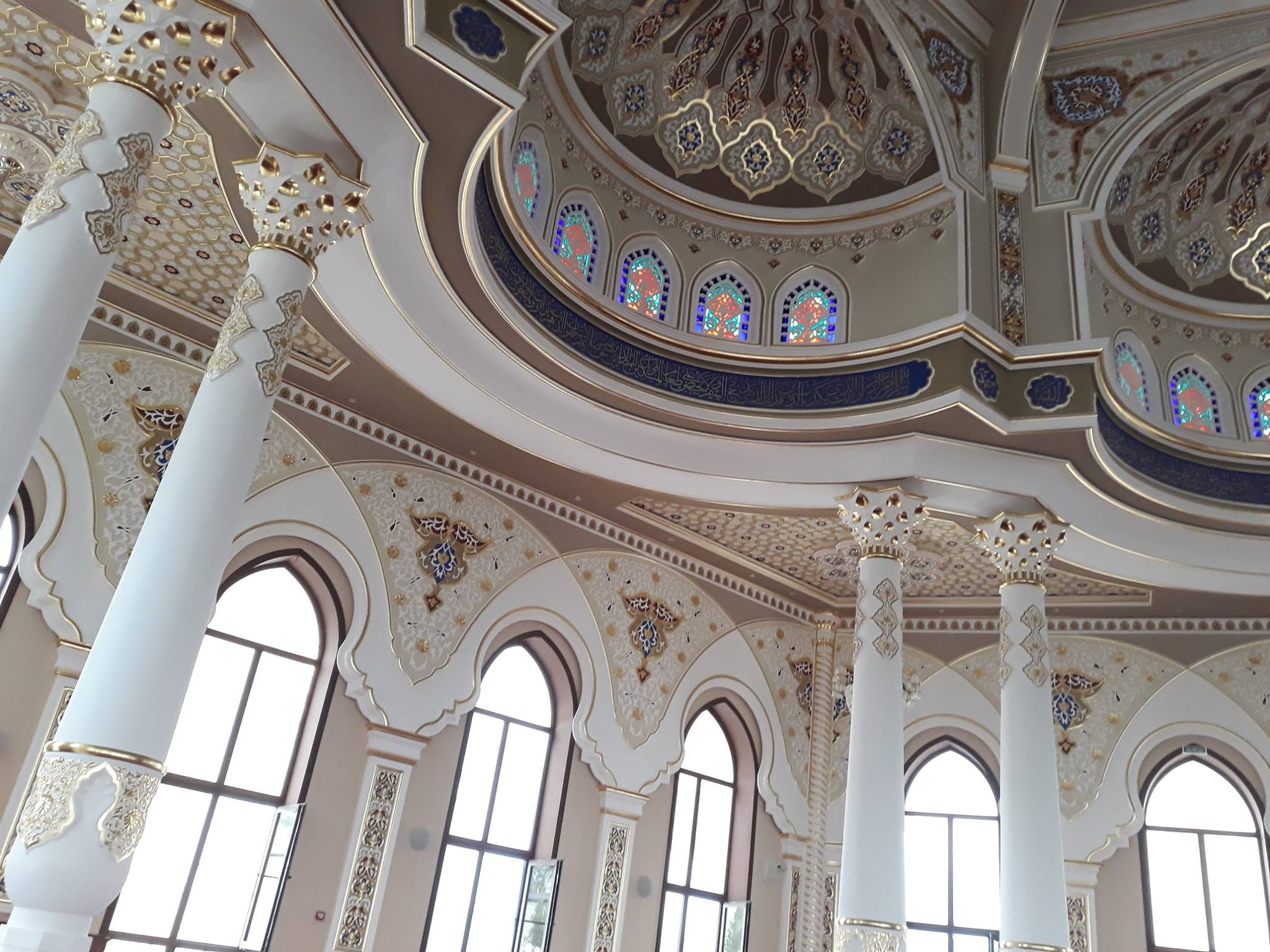
Малые купола в зале
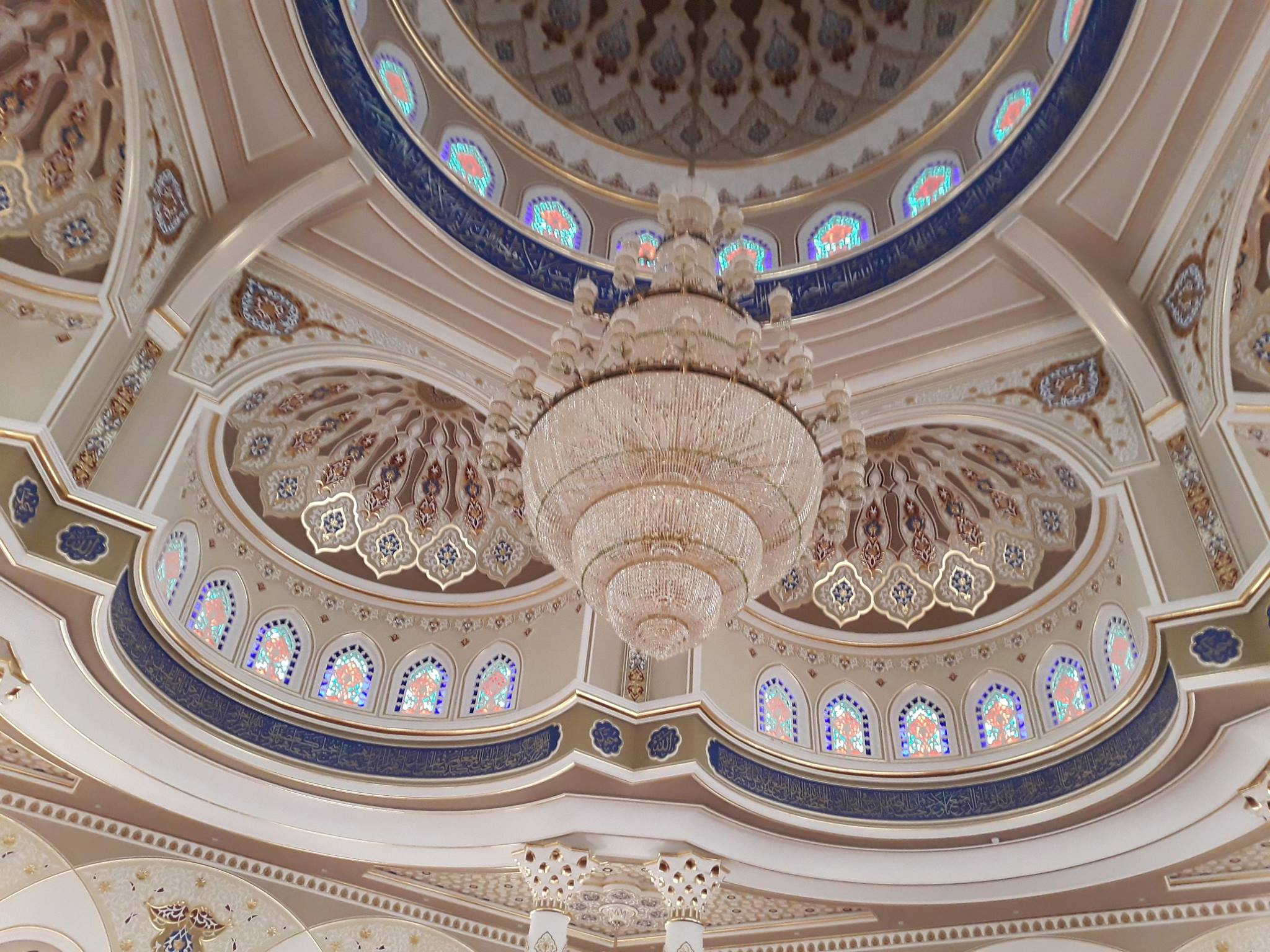
Центральная люстра
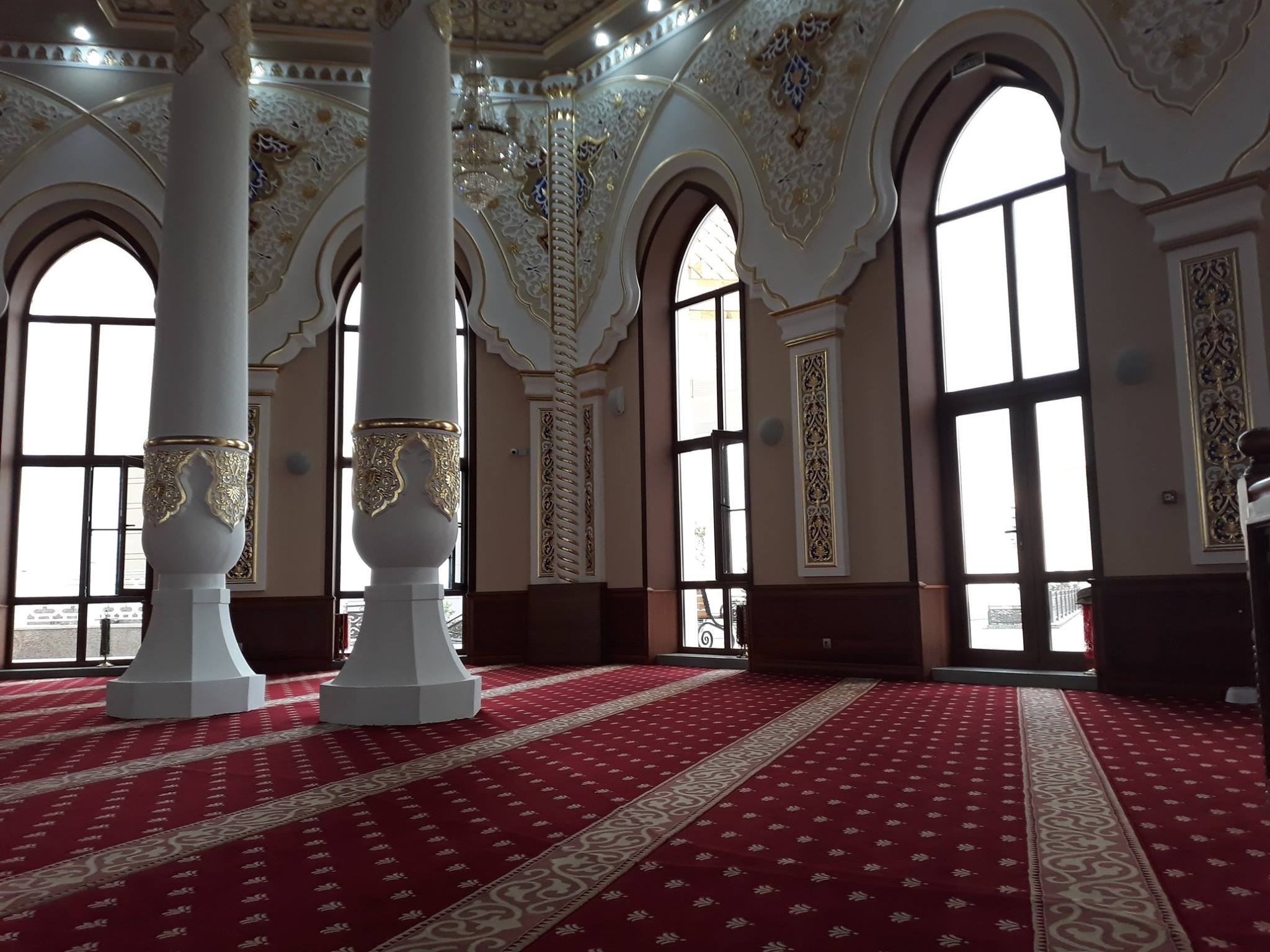
Интерьер мечети
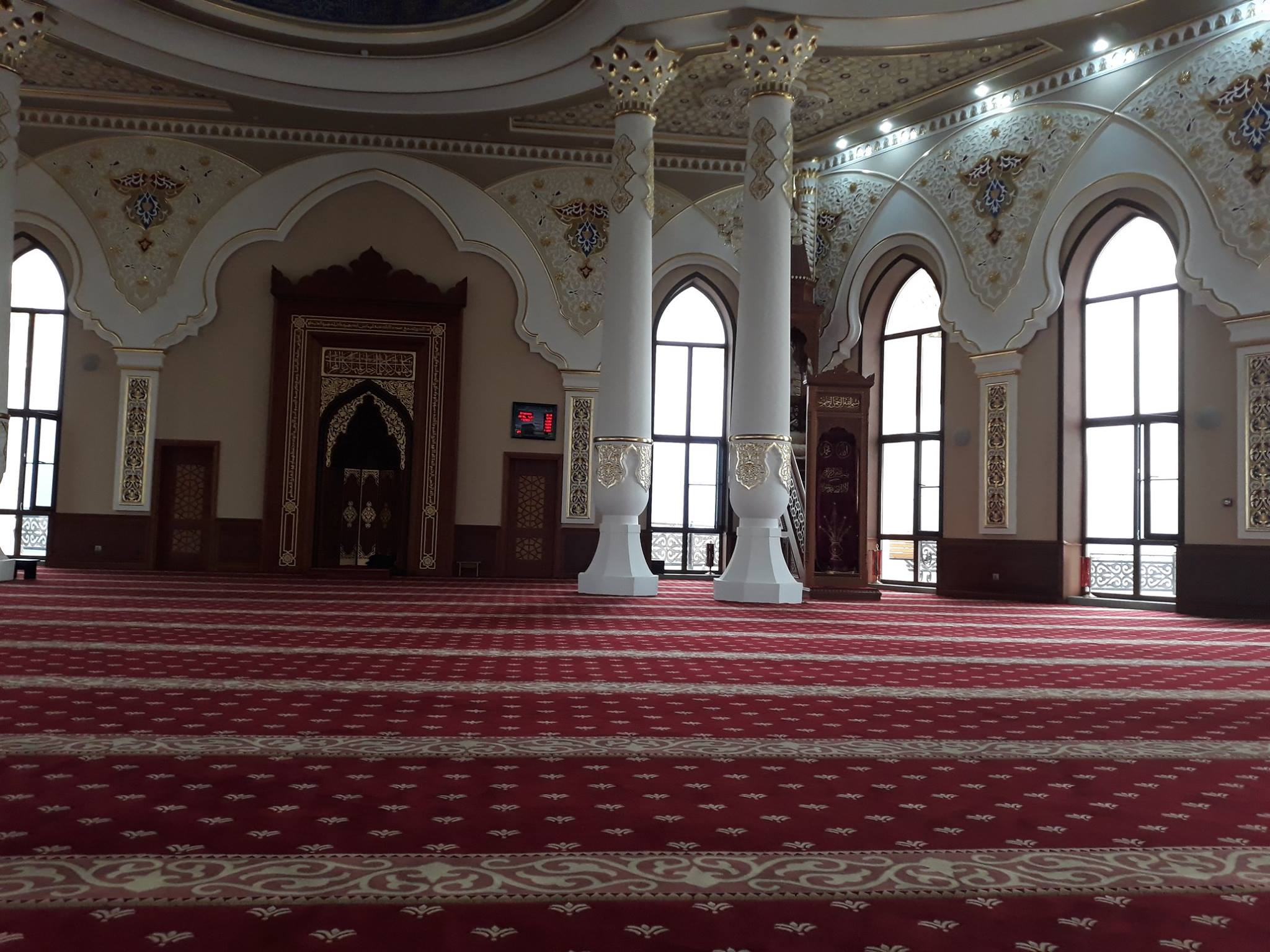
Зал
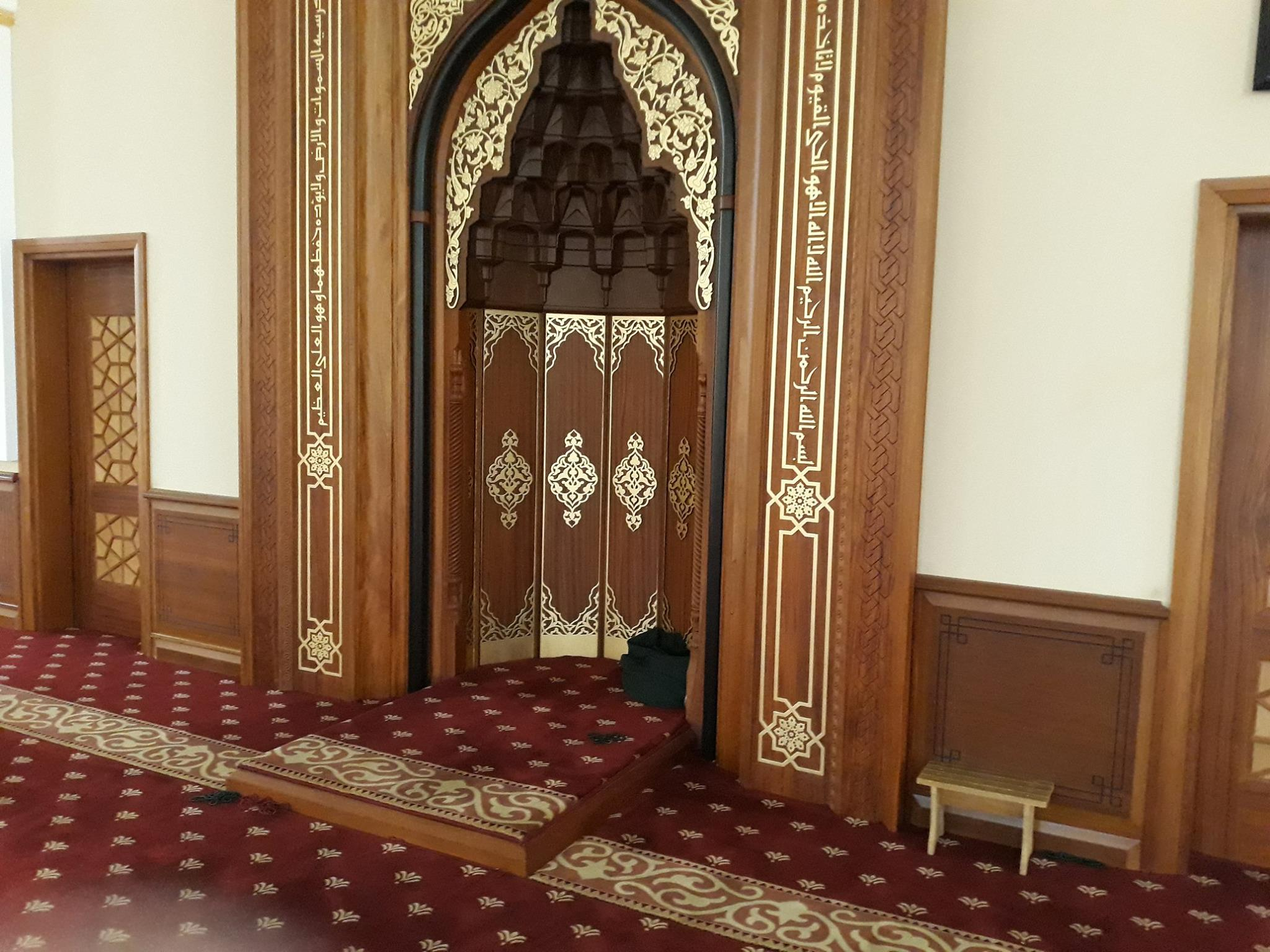
Михраб
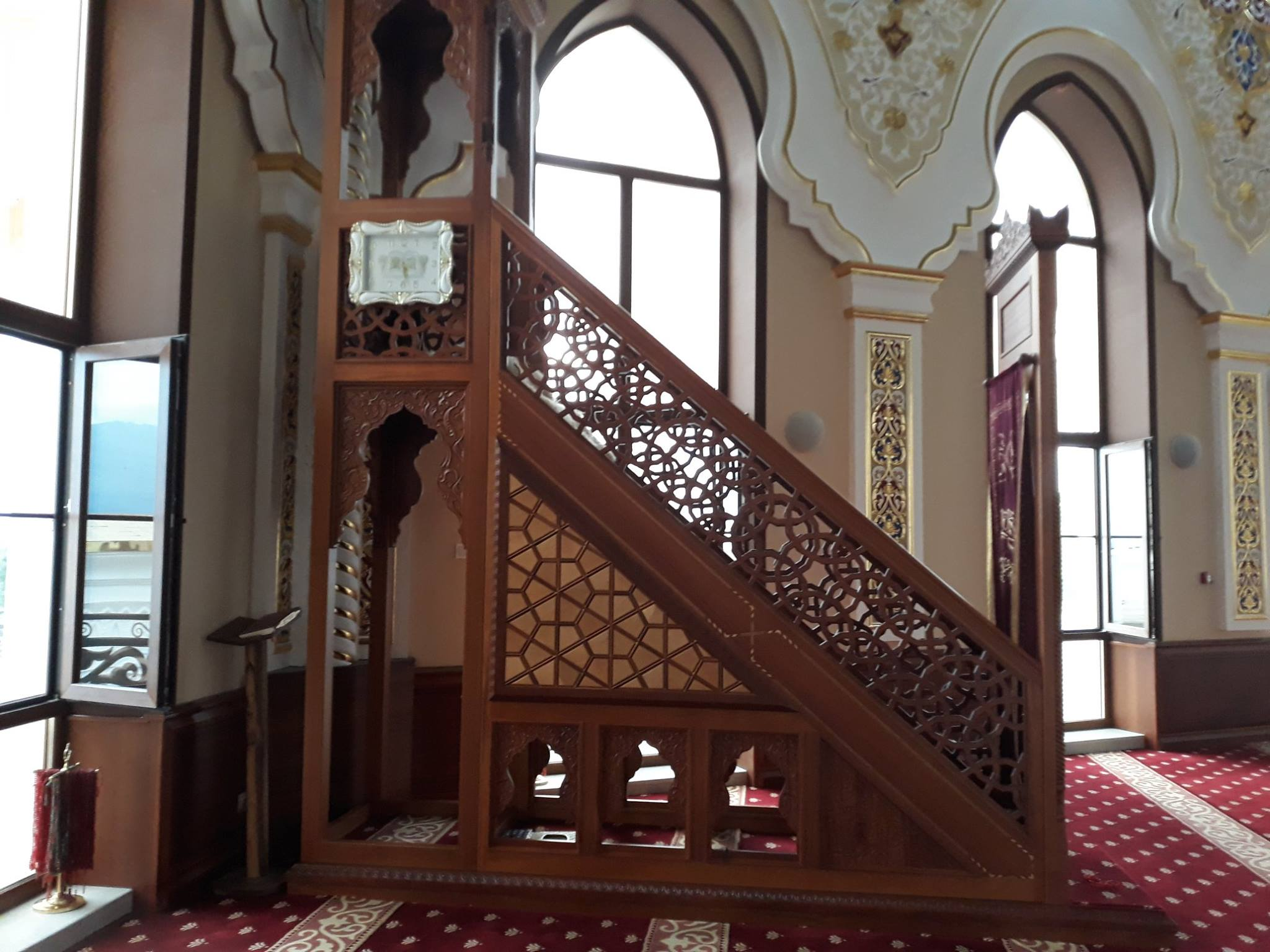
Минбар трибуна